# Bandera de Yugoslavia
La bandera de Yugoslavia fue la bandera oficial del Estado yugoslavo desde 1918 hasta 1992. El diseño y el simbolismo de la bandera se derivan del movimiento paneslavo, que finalmente condujo a la unificación de los eslavos meridionales y a la creación de un Estado eslavo meridional unido en 1918. 
La bandera tenía tres franjas horizontales iguales de azul, blanco y rojo y fue utilizada por primera vez por el Reino de Yugoslavia desde 1918 hasta 1941. Una estrella roja fue añadida en su centro por los victoriosos partisanos yugoslavos en la Segunda Guerra Mundial y este diseño se utilizó hasta la desintegración de Yugoslavia a principios de la década de 1990, momento en el que se eliminó la estrella roja. Esta versión continuó siendo utilizada por uno de los cinco estados sucesores de Yugoslavia, Serbia y Montenegro, hasta su propia disolución en 2006. Hoy en día, la bandera todavía tiene significado para aquellos nostálgicos de Yugoslavia o que admiran su simbolismo antifascista. 

## Diseño y simbolismo
La bandera de Yugoslavia es una tribanda horizontal tricolor de color azul (arriba), blanco (en el medio) y rojo (abajo). El diseño y los colores se basan en la bandera paneslava adoptada en el Congreso Paneslavo de Praga de 1848, celebrado en Praga. Tras el fin de la Primera Guerra Mundial en 1918, los eslavos meridionales se unieron en un único Estado unitario, el Reino de los Serbios, Croatas y Eslovenos, conocido posteriormente como Yugoslavia. La monarquía eligió el diseño paneslavo para simbolizar la nueva unidad fundada de todos los eslavos meridionales. El diseño consistía en una simple tribanda horizontal tricolor con tres franjas iguales de color azul (arriba), blanco (en el medio) y rojo (abajo). Tras el fin de la Segunda Guerra Mundial y la abolición de la monarquía en 1945, el nuevo gobierno comunista conservó el diseño de la bandera, pero añadió una estrella roja con un borde amarillo en el centro. Esta bandera se mantuvo en uso hasta la disolución de la República Federativa Socialista de Yugoslavia en 1992, después de lo cual la nueva unión de Serbia y Montenegro eliminó la estrella roja y mantuvo una bandera tricolor sencilla hasta su disolución en 2006.

## Banderas de las repúblicas constituyentes
Después de la Segunda Guerra Mundial, Yugoslavia se convirtió en una república socialista federal, que constaba de seis repúblicas constituyentes de subnivel. Cada república constituyente tenía su propia bandera y emblema. La mayoría de las banderas se basaron en las antiguas banderas históricas de los respectivos estados yugoslavos, excepto la bandera de la RS de Bosnia y Herzegovina y la RS de Macedonia, que sólo obtuvieron la condición de estado después de la Segunda Guerra Mundial. La RS de Croacia, RS de Montenegro, RS de Serbia y RS de Eslovenia usaron los colores paneslavos, rojo, blanco y azul, en la forma particular en que ya eran tradicionales en los respectivos países. Todas estaban adornadas con un símbolo comunista, la estrella roja. Esta estandarización significó que la RS de Montenegro y la RS de Serbia tenían banderas idénticas, ya que continuaban usando los tricolores del Reino de Montenegro y del Reino de Serbia respectivamente. En cuanto a Bosnia y Herzegovina, debido a su carácter multiétnico, su bandera consistía en una bandera roja pero con una pequeña bandera de la RFS yugoslava en el cantón. El rojo y amarillo de la bandera de la RS de Macedonia reflejaban los colores del escudo de armas tradicional con un león de la región.

Bandera de la RS de Bosnia y Herzegovina
Bandera de la RS de Croacia
Bandera de la RS de Macedonia
Bandera de la RS de Montenegro
Bandera de la RS de Serbia
Bandera de la RS de Eslovenia

## Historia

### Reino de Yugoslavia
La bandera usada como pabellón nacional y civil del desaparecido Reino de Yugoslavia (1929-1941) consistió en un paño rectangular dividido en tres franjas horizontales de color azul-blanco-rojo. Esta bandera se basó en los colores utilizados por el movimiento paneslavista durante la Conferencia de Praga que se celebró en 1848.
La enseña naval del Reino de Yugoslavia incorporaba el escudo real, sin el manto, en una posición más cercana al lado del mástil. La bandera del Reino estuvo vigente desde 1922 hasta la ocupación de Yugoslavia por las potencias del Eje en 1941. Hasta 1945, esta bandera fue utilizada por el gobierno reconocido en el exilio, sus representantes diplomáticos y por el Ejército Yugoslavo de la Patria (también conocido como los Chetniks). 
El Reino de los Serbios, Croatas y Eslovenos fue establecido el 1 de diciembre de 1918 y pasó a llamarse Reino de Yugoslavia el 3 de octubre de 1929. La primera bandera del estado fue adoptada oficialmente en 1922. Todas las banderas yugoslavas (incluidas las primeras) eran variaciones de la bandera paneslava adoptada en el Congreso Paneslavo en Praga en 1848. La bandera paneslava era una tricolor azul, blanca y roja en sentido horizontal sobre un asta vertical, y la bandera nacional y elpabellón civil e institucional durante el período 1918-1943 (Reino de Yugoslavia) eran exactamente iguales. La insignia naval durante el período era la tricolor azul, blanca y roja con el escudo de armas menor simplificado de Yugoslavia.
La Declaración de Corfú menciona que las banderas y escudos nacionales de Serbia, Croacia y Eslovenia son iguales y pueden exhibirse y usarse libremente en todas las ocasiones. 

#### Banovina de Croacia
En respuesta a las demandas de autonomía de Croacia por parte de los políticos croatas, se creó una región autónoma de Croacia dentro del Reino de Yugoslavia, la Banovina de Croacia. Utilizaba la bandera tricolor croata roja, blanca y azul como bandera civil, y su bandera estatal incluía la tricolor cargada con el šahovnica croata.

Bandera civil de la Banovina de Croacia
Bandera estatal de la Banovina de Croacia

### Segunda Guerra Mundial

La bandera de la Yugoslavia Federal Democrática durante la Segunda Guerra Mundial (1943-46)

En 1941, durante la Segunda Guerra Mundial, Yugoslavia fue invadida y ocupada por las potencias del Eje y el gobierno yugoslavo huyó al exilio en Londres. Poco después, se formó la resistencia yugoslava, los partisanos yugoslavos. Los partisanos no apoyaron al gobierno yugoslavo en el exilio e inicialmente utilizaron varias banderas diferentes hasta que finalmente una fue adoptada universalmente. La nueva bandera era la tricolor yugoslava azul, blanca y roja con una estrella roja que ocupaba el centro del campo blanco y con las dimensiones modificadas a 1:2 en lugar de 2:3. Los partisanos fueron reconocidos por los aliados a fines de noviembre de 1943 y el nombre del Estado yugoslavo se modificó a Yugoslavia Federal Democrática (DFY). La antigua bandera continuó siendo utilizada por el gobierno en el exilio (hasta su fusión con el gobierno partisano, el NKOJ en 1944), por sus representantes diplomáticos y por los aliados occidentales hasta 1945, mientras que en Yugoslavia se utilizaba principalmente la versión con la estrella roja.

### Yugoslavia socialista
La bandera utilizada por la República Federativa Socialista de Yugoslavia fue creada durante la Segunda Guerra Mundial cuando se introdujo la estrella roja y se retiró el escudo real del antiguo Reino de Yugoslavia, que se usaba en algunas enseñas. Finalizada la contienda, se le dio su forma final, incrementando el tamaño de la estrella y añadiéndole un borde angosto de color amarillo.
Una versión de la bandera, con unas proporciones más reducidas, fue utilizada como pabellón civil, mientras que sobre el Parlamento yugoslavo ondeaba una versión más alargada.

La bandera era comúnmente izada en edificios oficiales junto con la bandera de la república federada que correspondiera y la bandera de la Liga de los Comunistas. A causa de esta costumbre, muchos edificios en la antigua Yugoslavia mantuvieron los soportes para tres mástiles.

Bandera de proa
Estandarte presidencial
Estandarte del presidente de la Asamblea Federal